# 黄颈凤鹛
黄颈凤鹛（学名：Yuhina flavicollis）为鶲科凤鹛属的鸟类。分布于印度、尼泊尔、不丹、印度、孟加拉、缅甸、泰国、老挝以及中国大陆的云南、西藏等地，主要生活于一般分布在海拔1220-2440米间的山地，常活动于山坡次生阔叶林、山坡灌丛、常绿阔叶林及沟谷林阔叶树上。该物种的模式产地在尼泊尔。

## 亚种
- 黄颈凤鹛指名亚种（学名：Yuhina flavicollis flavicollis）。分布于尼泊尔、不丹、印度以及中国大陆的西藏、云南等地。该物种的模式产地在尼泊尔。[3]
- 黄颈凤鹛云南亚种（学名：Yuhina flavicollis rouxi）。分布于印度、孟加拉、缅甸、老挝以及中国大陆的云南等地。该物种的模式产地在云南。[4]